# Bandera de la región de Atacama
La bandera de la Región de Atacama fue adoptada oficialmente el 1 de febrero de 1996, por el Consejo Regional. Consiste en un paño color azul en cuyo centro se ubica una estrella de color dorado.
Es una de las cinco banderas regionales adoptadas por alguna región de Chile de forma oficial; las otras son las de Coquimbo, Los Ríos, Los Lagos y Magallanes.

## Historia
La bandera fue creada y enarbolada como estandarte de combate del Ejército Revolucionario del Norte en 1859 que lideró Pedro León Gallo Goyenechea durante la revolución acaecida ese año, siendo célebres sus batallanes Zuavos y Constituyente, entre otros. Los colores utilizados serían un símbolo del liberalismo y del laicismo que predicaba Gallo. Leyendas cuentan que la estrella amarilla provendría del paso del Cometa Donati el año 1858 que habría acompañado todo el esfuerzo constituyente de aquellos años.
La bandera fue adoptada oficialmente mediante la resolución 79 del Consejo Regional de la Región de Atacama, la cual aprobó el 28 de septiembre de 1995 el reglamento regional de Atacama N.º 2, y que fue publicada en el Diario Oficial el 1 de febrero de 1996. En el artículo 4.° se determinó que «la bandera de la Región de Atacama posee un campo único de color azul y ostenta en su centro una estrella de color dorado».
A partir del 5 de enero de 2009, con motivo de la celebración de los 150 años de la Revolución Constituyente, las municipalidades de la región de Atacama acordaron izar permanentemente la bandera regional.[cita requerida]

## Banderas comunales
Algunas comunas de la Región de Atacama poseen banderas propias.

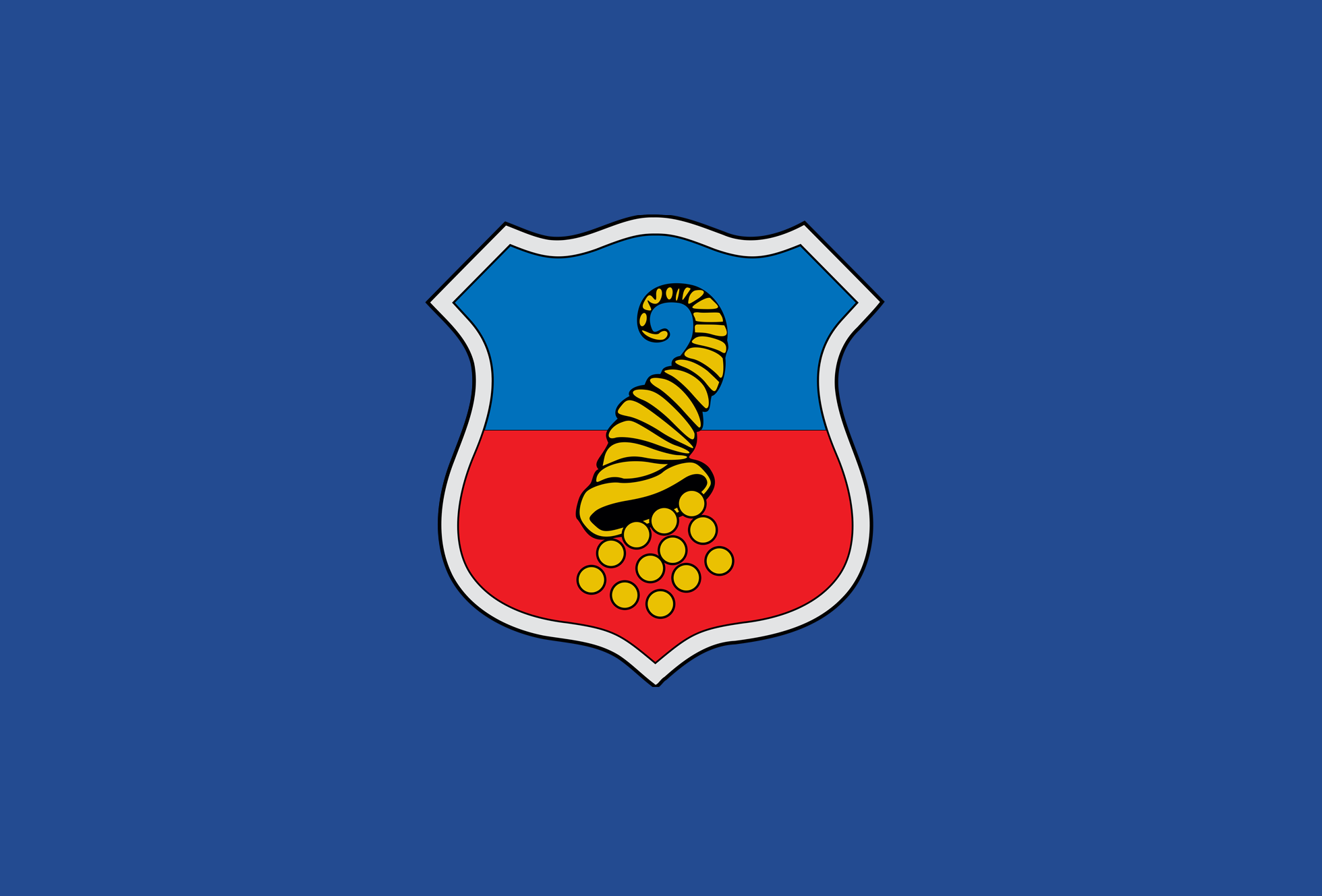
Copiapó.
Huasco.